# جمعية الحياة
جمعية حاييم (الحياة) :هي جمعية خيرية حائزة على شارة الجودة للجمعيات. «جمعية الحياة» أسسها أهالي الأطفال المصابين بمرض السرطان وهي تعمل منذ 30 سنة. الجمعية تعمل في كل أقسام الأمراض السرطانية في أنحاء البلاد بهدف الخدمة والتخفيف على ما يؤلم الأطفال وأفراد عائلاتهم من أجل تحسين جودة العلاج الطبي.
بدأت الجمعية طريقها بصراع مستمر وبجمع التبرعات من اجل الأطفال.
تدير الجمعية لجنة متطوعة ورئيس مجلس إدارة متطوع.
كل أعضاء الجمعية يقومون باعمالهم بتطوع كامل ومن دون مقابل.
الجمعية تهتم بمختلف الأطفال المصابين من دون تمييز باختلاف بالدين، العرق أو الجنس.
خلال 30 سنة من العمل تحولت الجمعية إلى حاملة الراية بعملها من اجل الأطفال المصابين بالسرطان فكانت الرائدة في تحديث التغيرات طويلة المدى بمجالات تحسين جودة حياة الأولاد المصابين.
بعملها لتطوّر العلاج الطبي لدى الأطفال، كانت الجمعية شريكة في خوض الطريق بمجالات العلاج بمرض السرطان لدى الأطفال في البلاد.
من ضمن ما حققته الجمعية:
1. المساعدة بانشاء قسم للبقاء ليلة واحدة في المستشفى للعلاج، للاطفال المصابين بالمرض، الأولى من نوعها بإسرائيل في مستشفى بلينسون داز.
2. المساعدة بانشاء قسم لزرع النخاع الشوكي للاطفال بمستشفى شنايدر، وهي كانت الأولى في البلاد- حتى ذلك الحين انجز معظم زراعة النخاع الشوكي في خارج البلاد.
3. المساعدة بانشاء قسم لعلاج مرض السرطان للاطفال بمستشفى سوروكا -بئر-السبع.
4. مقارنة العلاج الطبي والنفسي الاجتماعي بين مختلف المراكز في البلاد.
5. تحسين رفاهية الطفل وشروط الدخول إلى المستشفى بداخل المراكز المختلفة في البلاد.

الجمعية تعمل بجهد من اجل الأطفال وافراد عائلاتهم بجميع المراكز الطبية في جميع انحاء البلاد، وهي جزء من جهاز علاج السرطان في الاقسام. الجمعية تتميز بطريقة عملها بتحديد احتياجات هذا المجال على المستوى الشخصي والعام وبملائمة مشاريع التي تلبي احتياجات الطفل وافراد عائلته بشكل كبير(بجميع النواحي)- بواسطة مساعِدات اجتمعيات للجمعية، اللواتي يتواجدن بداخل اقسام علاج السرطان.
رؤية الجمعية هي العمل لمستقبل أفضل يستطيع فيه كل طفل التغلب على مرض السرطان، من خلال تحسين دائم بجودة حياته وتطلع إلى التطور والتميز بمجال العلاج الطبي المعطى للطفل المصاب.
الجمعية عضو في المنظمة العالمية لجمعيات الاهالي العاملة من اجل الأطفال المصابين بمرض السرطان (ICCCPO) . للجمعية مجلس امناء رائد في إسرائيل ويقدم المساعدة والدعم للجمعية. جميع مصادر الجمعية، من اموال وتبرعات، مقدمة من داخل البلاد ومن جاليات يهودية بالعالم.

## اسس عمل الجمعية

### تطوير وتحسين رفاهية الأطفال والمحيط الداعم لهم
- جمعية لمساعدة العائلات المحتاجة اقتصاديًا بسبب مرض الطفل.
- تمويل خدمات التوصيل للعلاج في المستشفى.
- خدمة المساعِدات لدعم العائلات المحتاجة لمساعدة ودعم اضافي في المستشفى أو بالمنزل للطفل المريض أو اخوته.
- مشروع تمويل عطل ترفيهية لعائلات الأطفال المصابين بمرض السرطان في خطر كبير.
- تمويل مجموعات داعمة التي تقدم وسائل لمواجهة أفضل مع المرض.
- تقوية وتكملة المواد التعليمية بواسطة اساتذة خاصة متخصصون.
- تنظيم وانتاج الرحل، أيام متعة للاطفال ولافراد عائلاتهم في إسرائيل.
- إنشاء مخيم صيفي بالاقسام - بشهر تموز آب للاطفال الذين لا يستطيعون الخروج من الاقسام.
- الاحتفال باعياد الميلاد، اعياد إسرائيل، الحفلات والمناسبات خاصة.
- رحلات اسبوعية للاطفال المصابين بالسرطان وافراد عائلاتهم في جميع انحاء إسرائيل.
- تمويل عطل ترفيهية للاطفال المصابين ولعائلاتهم.
- مساعدة واقامة صفوف روضة والعاب بالمستشفى.
- مرشد شخصي ومرافق الطفل خلال العلاج وبعده.
- هبات ومنح مدرسية للاطفال والشباب في فترة التأهيل.
- خدمات اجتماعية مكملة للاطفال في مراحل الشفاء والتأهيل.

### تطور جودة العلاج والخدمات الطبية
- دعم اتحاد الأطباء بإسرائيل لامراض الدم والسرطان لدى الأطفال لجمع وتركيز معلومات طبية بسبب مرض السرطان لدى الأطفال في إسرائيل.
- شراء أكثر المعدات تطورًا في العالم لتحسين الفحص والمعالجة.
- تمويل رواتب العاملين في المجالات الطبية: عاملين اجتماعين، اطباء، ممرضات، اطباء نفسيين، عمال مختبر والأطباء الآخرين.
- تمويل ابحاث وتطوير طرق لتحسين الفحص وتقديم علاج أقصى للاطفال.
- تحسين المستويات المهنية للطاقم الطبي بواسطة تمويل المشاركة بمؤتمرات ودورات تكميلية بإسرائيل وبالعالم.
- إنشاء وتمويل منتديات اختصاصية نفسية اجتماعية لمقارنة العلاج المعطى للاطفال بجميع انحاء البلاد (منتدى الممرضات، منتدى العاملات الاجتماعيات).وغيرها

نشاطات الجمعية أدت إلى حصولها على جائزة الون لسنة 2000 على «عمل انقاذ متميز» ومساهمتها للمجتمع الإسرائيلي.